# Doryodes okaloosa
Doryodes okaloosa (лат.) — вид бабочек-совок рода Doryodes из подсемейства ленточниц (Catocalinae). Эндемики Северной Америки.

## Распространение
Северная Америка (атлантическое побережье): США, Флорида (округ Окалуса).

## Описание
Бабочки мелких размеров с заострёнными к вершине передними крыльями. Полосы передних крыльев темнее и уже, чем у близкого вида Doryodes spadaria, но шире чем у D. desoto, а также отличается строением гениталий. Размах передних крыльев самцов 16,5 мм. Передние крылья желтовато-коричневые; имеют продольные полосы. Усики самцов — гребенчатые. Брюшко вытянутое, глаза округлые, оцеллии отсутствуют. Вид был впервые описан в 2015 году американскими энтомологами Дональдом Лафонтенем (J. Donald Lafontaine, Agriculture and Agri-Food Canada, Оттава, Канада) и Боллингом Салливаном (J. Bolling Sullivan; Beaufort, США) и назван по имени племени индейцев Okaloosa (Флорида).